# Rose de carême
Helleborus orientalis
Espèce
Classification phylogénétique
La rose de carême, Helleborus orientalis, est une espèce de plantes à fleurs de la famille des Ranunculaceae et de la section Helleborastrum du genre Helleborus, qui atteint 45 cm lors de la floraison.
Elle a une large distribution : de la Bulgarie et le nord-est de la Grèce au Caucase, en passant le long de la mer Noire, au nord de la Turquie. C'est une plante des forêts, fourrés et clairières jusqu'à 2 000 m d’altitude.
La plupart des plantes du genre Helleborus renferment des substances pharmacoactives toxiques.

## Caractéristiques
Les feuilles basilaires, pédalées à 6 à 10 segments, sont persistantes en climat doux.
Les fleurs de couleur variable ont un diamètre de 6 à 7 cm. On distingue trois sous-espèces :
- subsp. orientalis : fleurs blanchâtres ou verdâtres, parfois lavées de rose ; répartition globale
- subsp. abchasicus (A. Br.) B. Mathew : fleurs pourpres ou gris-rosé ; en Abkhazie (Ouest du Caucase)
- subsp. guttatus (A. Br. & Saur) B. Mathew : fleurs blanches tachetées ou piquetées de rouge ; centre et est du Caucase

## Hybrides d’orientalis
Sous le nom Helleborus ×hybridus Voss sont classées les sélections de Helleborus orientalis à fleurs blanches, roses ou ponctuées, et ses hybrides fertiles avec notamment Helleborus cyclophyllus, Helleborus odorus, Helleborus multifidus subsp. bocconei et Helleborus torquatus.
La rose de Noël pourpre, Helleborus ‘Early Purple’ (Syn. Helleborus ‘Atrorubens’ – à ne pas confondre avec l’espèce Helleborus atrorubens !), une sélection à floraison précoce de Helleborus orientalis subsp. abchasicus, est certainement à préférer à la « vraie » rose de Noël, car elle est de culture facile et, lorsque le temps est clément, elle fleurit dès la mi-décembre – donc à Noël.
Les hybridations (délibérées ou accidentelles) ont développé toute une gamme de couleurs, allant du grisé au noir, du pourpre au marron, du rouge et des roses au jaune, blanc et vert.
La face interne des sépales est parfois de veinée, tachetée ou ponctuée de rose, de rouge ou de pourpre. Elles ont également créé des variétés à fleurs doubles, transformant ainsi les pétales en nectaires en « vrais » pétales.

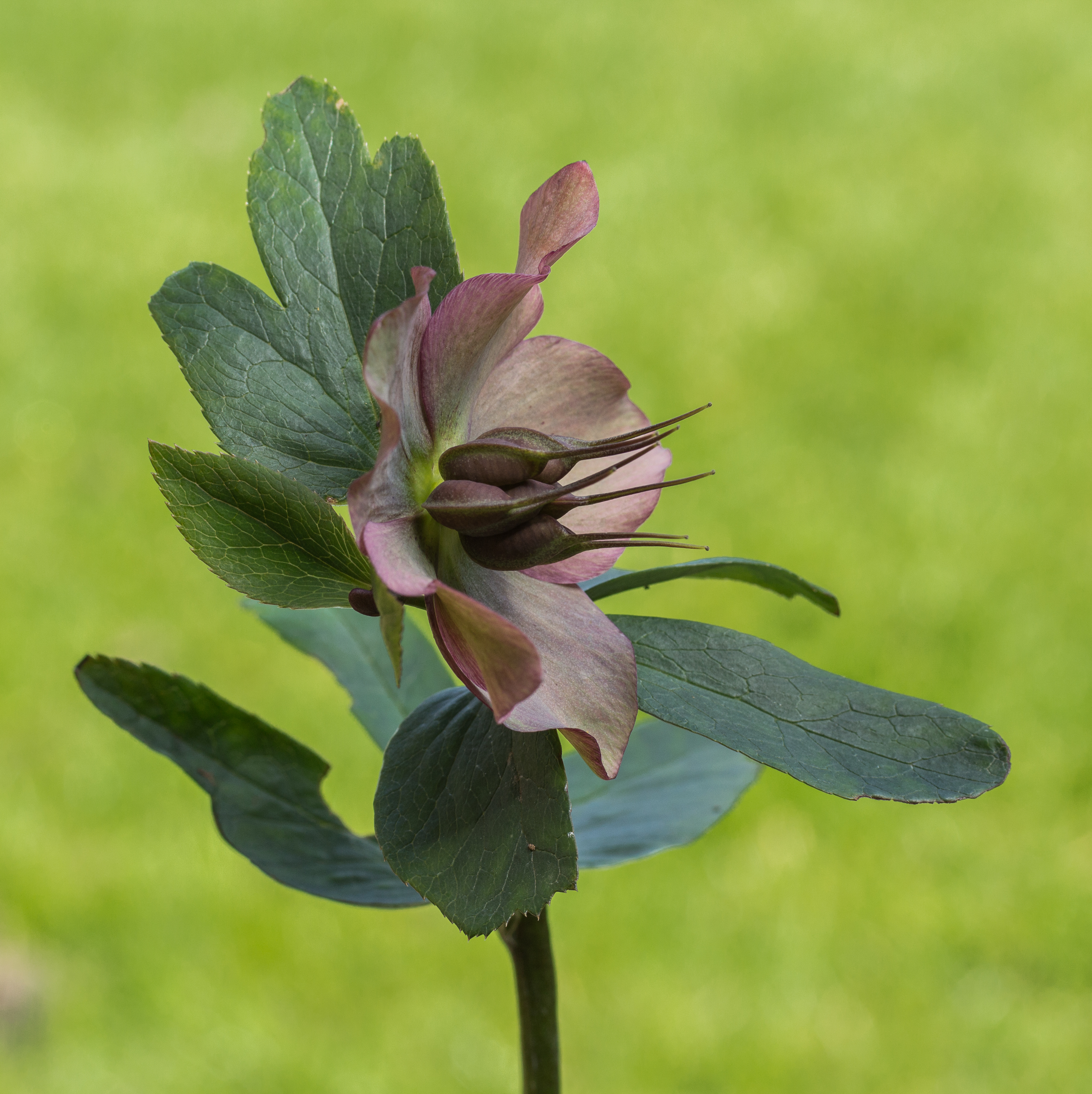
Une rose de carême en fruit.
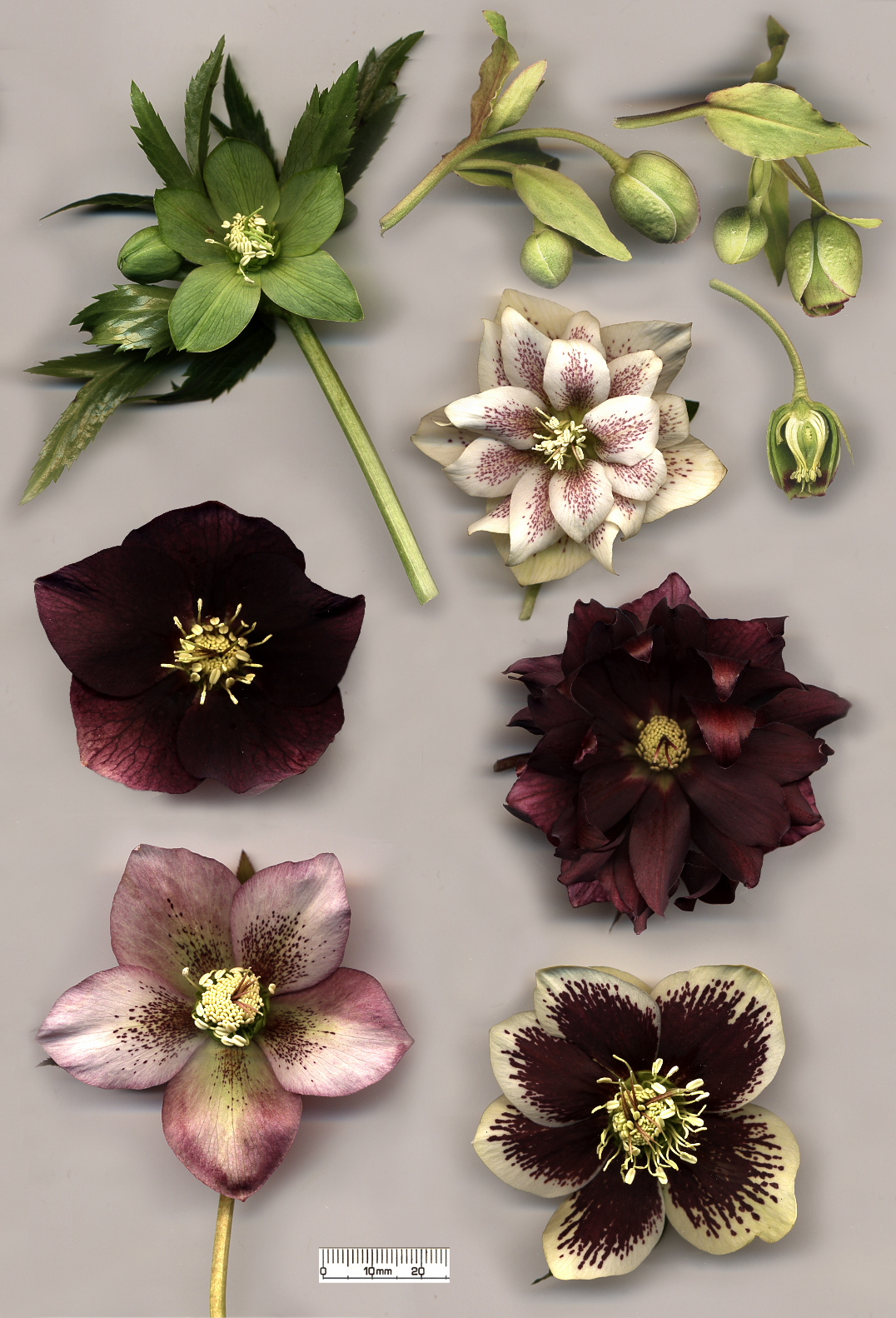
En haut : Helleborus viridis et Helleborus  foetidus ; en bas : fleurs de différents hybrides, dont des doubles.

## Culture
Le sol doit être léger, riche en humus et retenir l’humidité, mais être bien drainé. Les pieds humides en hiver sont funestes. Quoique la plupart des espèces proviennent de situations en sol calcaire, les cultivars poussent également bien en sol acide. Les hellébores n’aiment pas être en plein soleil en été. Une fois bien installés, ils n’aiment pas être dérangés ou transplantés.
Les hybrides à fleurs jaunes, sont sensibles aux maladies cryptogamiques, qui provoquent des taches noires sur les feuilles. Lorsque l’infection est sévère, elle peut aboutir à la mort de la plante.